# Indian Wells (Arizona)
Indian Wells es un lugar designado por el censo ubicado en el condado de Navajo en el estado estadounidense de Arizona. En el Censo de 2010 tenía una población de 255 habitantes y una densidad poblacional de 9,47 personas por km².

## Geografía
Indian Wells se encuentra ubicado en las coordenadas 35°24′33″N 110°6′52″O / 35.40917, -110.11444. Según la Oficina del Censo de los Estados Unidos, Indian Wells tiene una superficie total de 26.93 km², de la cual 26.93 km² corresponden a tierra firme y (0%) 0 km² es agua.

## Demografía
Según el censo de 2010, había 255 personas residiendo en Indian Wells. La densidad de población era de 9,47 hab./km². De los 255 habitantes, Indian Wells estaba compuesto por el 4.31% blancos, el 0% eran afroamericanos, el 91.76% eran amerindios, el 0% eran asiáticos, el 0% eran isleños del Pacífico, el 0% eran de otras razas y el 3.92% pertenecían a dos o más razas. Del total de la población el 3.53% eran hispanos o latinos de cualquier raza.